# Питър де Клерк
Питър де Клерк (на английски: Peter de Klerk) е пилот от Формула 1. Роден е на 16 март 1935 година в Пилгримс Рест, Трансваал.

## Формула 1
Питър де Клерк прави своя дебют във Формула 1 в Голямата награда на ЮАР през 1963 година. В световния шампионат записва 4 състезания, като не успява да спечели точки. Състезава се за отборите на Алфа Ромео и Брабам.